# دیگو کاسکون
دیگو کاسکون (انگلیسی: Diego Cascón؛ زادهٔ ۷ ژوئن ۱۹۸۴) بازیکن فوتبال اهل اسپانیا است.
از باشگاه‌هایی که در آن بازی کرده‌است می‌توان به باشگاه فوتبال آلکورکون، باشگاه فوتبال ایبار، و باشگاه ورزشی کیتچی اشاره کرد.